# 日本における銃犯罪一覧

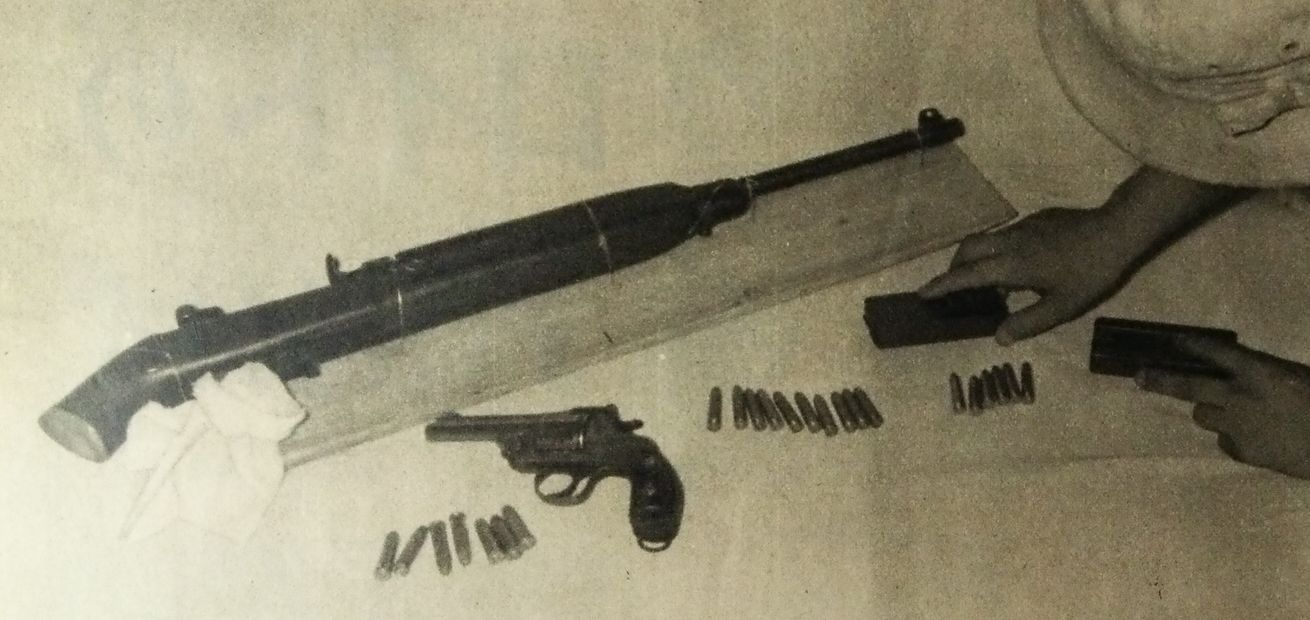
カービン銃ギャング事件で使用された銃器類

日本における銃犯罪一覧（にほんにおけるじゅうはんざいいちらん）では、日本国内において、主に殺人・強盗・脅迫等の犯罪行為の手段として銃が使用された事件を一覧化する。ただし戦争・国際紛争・内戦・クーデターといった、銃の使用を伴う大規模かつ軍事的な武力行使は除外する。

## 明治
- 1884年 - 秩父事件

## 大正
- 1923年 - 虎ノ門事件
- 1924年 - 愛知農商銀行ピストル強盗事件[1]

## 昭和戦前
- 1930年
  - 川崎武装メーデー事件
  - 濱口首相遭難事件
- 1932年
  - 血盟団事件
  - 尹基協射殺事件
  - 赤色ギャング事件
  - 熱海事件
- 1933年 - 五十六銀行駒ケ林支店強盗事件[2]
- 1938年 - 津山三十人殺し
- 1939年 - 連続ピストル強盗魔事件

## 昭和戦後
- 1945年
  - 愛宕山事件
  - 大津野村強盗殺人事件
- 1946年
  - 東条村強盗事件
  - 榎井村事件
  - 金比羅丸事件
- 1952年 - 白鳥事件
- 1953年 - 青森県新和村一家7人殺害事件
- 1954年 - カービン銃ギャング事件
- 1956年 - 吉祥寺・山川巡査射殺事件[要出典]
- 1959年 - ブルースカイ事件
- 1960年 - 明友会事件
- 1962年 - 稲川組と芳浜会の抗争事件（岐阜抗争）
- 1963年
  - 河野一郎邸焼き討ち事件
  - 上野公園おでん屋台店主銃撃事件
  - 田中清玄銃撃事件
- 1965年 - 少年ライフル魔事件
- 1968年
  - 金嬉老事件
  - 永山則夫連続射殺事件
- 1970年 - 瀬戸内シージャック事件
- 1972年 - あさま山荘事件
- 1973年 - 商社員猟銃射殺事件[3]
- 1974年 - 警察官射殺主婦人質事件[4]
- 1977年
  - 経団連襲撃事件
  - 長崎バスジャック事件
- 1979年
  - 三菱銀行人質事件
  - 平取事件
- 1980年
  - 姫路事件
  - 熊野一族7人殺害事件
- 1981年 - 市原市暴力団幹部猟銃射殺事件[5]
- 1984年 - 京都・大阪連続強盗殺人事件
- 1985年 - 徳島隣人3人射殺事件
- 1987年
  - 朝日新聞東京本社銃撃事件
  - 朝日新聞阪神支局襲撃事件
  - 朝日新聞名古屋本社社員寮襲撃事件
- 1988年
  - 江副元リクルート会長宅銃撃事件
  - 瀬戸内町猟銃射殺事件
  - 栖本町水産加工場猟銃殺傷事件

## 平成
- 1989年 - 北九州市門司区猟銃殺傷事件
- 1990年 - 長崎市長銃撃事件
- 1992年
  - 金丸信への狙撃発砲事件
  - 町田市立てこもり事件 (1992年)
- 1993年
  - 帯広市住吉会系宮沢会組員射殺事件[6]
  - 阪和銀行副頭取射殺事件
- 1994年
  - 住友銀行名古屋支店長射殺事件
  - 品川医師射殺事件
- 1995年
  - 警察庁長官狙撃事件
  - 八王子スーパー強盗殺人事件
  - 山下組組員警官誤射殺事件
- 1996年
  - 中野会会長襲撃事件
  - 北方町猟銃殺人逃走事件[7]
- 1997年 - 宅見若頭射殺事件
- 1998年 - 北九州元漁協組合長射殺事件
- 1999年
  - 中野会若頭射殺事件
  - 川崎信金猟銃強盗殺人事件[8][9]
- 2000年
  - 愛知県安城市女性射殺事件[10]
  - 高岡暴力団組長夫婦射殺事件
- 2001年
  - 韓国人留学生射殺事件
  - 四ツ木斎場襲撃事件
  - 松井田・息子射殺事件[11]
- 2002年
  - 日医大事件
  - 館林市射殺事件[12]
  - 中野会副会長射殺事件
  - 宇都宮・猟銃殺傷事件
  - UFJ銀行押切支店現金輸送車襲撃事件[要出典]
- 2003年
  - 前橋スナック銃乱射事件
  - 高知市射殺事件[13]
  - 京都猟銃発砲事件
  - いわき2人射殺事件
  - 入間市暴力団事務所5人射殺事件
- 2004年
  - 横浜中華料理店主射殺事件
  - 渋谷駅駅員銃撃事件
  - 大牟田4人殺害事件
- 2005年
  - 今治市銃撃事件[14]
  - ファミレス2人射殺事件
- 2006年 - 渋谷女子大生誘拐事件
- 2007年
  - 麻布住吉会幹部射殺事件
  - 長崎市長射殺事件
  - 町田市立てこもり事件 (2007年)
  - 長久手発砲立てこもり事件
  - 鹿児島県石谷町射殺事件[15]
  - 函館市銃撃戦
  - 佐賀入院患者射殺事件
  - 津野町猟銃殺傷事件
  - ルネサンス佐世保散弾銃乱射事件
- 2008年 - 津川組相談役射殺事件
- 2009年 - 那須烏山銃撃事件
- 2010年 - 羽曳野発砲事件
- 2011年
  - 厚真猟銃事件
  - 鹿児島女性射殺事件[16][17]
  - 福岡県北九州市建設会社会長射殺事件[18]
- 2012年 - 黒瀬建設社長銃撃事件
- 2013年
  - 王将社長射殺事件
  - 北九州漁協組合長射殺事件
- 2014年
  - 横浜市父親射殺・死体遺棄事件[19]
  - 館林ストーカー殺人事件
- 2016年 - 和歌山銃乱射事件[20]
- 2017年 - 松戸市連続発砲事件[21]
- 2018年
  - 朝鮮総聯銃撃事件[22]
  - 河瀬駅前交番警察官射殺事件
  - 富山市奥田交番襲撃事件[23]
- 2019年
  - 歌舞伎町発砲事件[24]

## 令和
- 2019年
  - 玉澤徳一郎銃撃事件
  - 尼崎自動小銃射殺事件[25]
- 2020年
  - 坂城町銃撃事件[26]
- 2021年
  - 伊勢崎銃撃乱闘事件[27]
- 2022年
  - ふじみ野市散弾銃男立てこもり事件[28]
  - 安倍晋三元首相銃撃事件[29]
- 2023年
  - 中野市4人殺害事件
  - 日野基本射撃場発砲事件